# 스태틱 메이저
스태틱 메이저(Static Major, 1974년 11월 11일 ~ 2008년 2월 25일)는 미국의 싱어송라이터, 음악 프로듀서이다.